# Scissors (Album)
Scissors ist das achte Studioalbum der US-amerikanischen Band Blood on the Dance Floor. Es wurde am 16. August 2016 veröffentlicht.

## Hintergründe
Scissors ist das letzte Werk von Blood on the Dance Floor, an dem sich Jayy von Monroe als Sänger beteiligte und war zunächst als deren finales Studioalbum vor der endgültigen Auflösung angekündigt. An neuer Musik sollte ihm ursprünglich lediglich der Abschiedssong Rest in Peace, die einzige Single der kommenden Compilation RIP 2006-2016, folgen; mit dem Einstieg Fallon Vendettas als Leadsängerin der Band wurde dieser Plan jedoch verworfen und es wurden zusätzlich mehrere weitere Studioalben veröffentlicht.
Über die Entstehung des Albums gibt es widersprüchliche Aussagen seitens der beiden Bandmitglieder. Gab Dahvie Vanity in einem Q&A noch an, der Schreibprozess sei eine besonders emotionale Erfahrung für ihn gewesen und forderte von ihm “Blut, Schweiß und Tränen”, meinte Jayy von Monroe in seiner Stellungnahme zum Ausstieg aus dem Musikprojekt, er wäre für das Songwriting von zehn der zwölf Lieder der Deluxe Edition im Alleingang verantwortlich gewesen. Weiters seien die Arbeitsbedingungen am Werk für ihn derart schlimm gewesen, dass sie neben anderen Situationen maßgeblich zur Entscheidung, die Band zu verlassen, beigetragen hätten. Beide Sänger sind offiziell als Autoren sämtlicher Titel genannt; produziert wurden sie ausnahmslos von Noah Buchanan.
Das Album erschien ursprünglich in einer Standardversion mit 9 Titeln sowie am 30. Oktober 2016 in einer Deluxe Edition mit 3 Bonustracks. Von letzterer existieren neben weitläufig erhältlichen Download- und Streaming-Ausgaben auch physische Versionen auf CD und Vinyl, welche allerdings keine weltweiten Veröffentlichungen in großen Stückzahlen erfuhren, sondern lediglich in limitierter Auflage im Onlineshop der Band zum Verkauf standen.
Dem Album gingen sechs Singles voraus: Safe Word, Ringleader, Bullseye (nur auf der Deluxe Edition), The Age of the Young and the Hopeless, Scissors und Sorry Not Sorry. Weltweit konnte sich keines der Lieder in den Charts platzieren.

## Musik und Texte
Scissors weicht musikalisch und inhaltlich sowohl stark von der vorangegangenen EP Cruel Pornography als auch vom Vorgängeralbum Bitchcraft ab. Waren beide Werke vorwiegend von sexuell freizügigen Texten geprägt, stellte Scissors das bis dato einzige Album der Band dar, welches gänzlich auf anstößig explizite Lyrik verzichtet. Dies geht möglicherweise darauf zurück, dass sich Jayy von Monroe zunehmend unwohl dabei fühlte, einer jungen Fanbase anzügliche Musik zu präsentieren. Einen großen Teil der Themen der Lieder stellen Liebesbeziehungen dar, in denen komplizierte Bedingungen herrschen, oder welche in die Brüche gegangen sind. Auf Let Us All Unite wird die Rede des jüdischen Barbiers aus dem Charles-Chaplin-Film Der große Diktator rezitiert, in der die Hauptfigur für Menschlichkeit und Zusammenhalt einsteht.
Setzte die vorher erschienene, oben genannte EP noch auf Industrial-Metal-Klänge, so ist Scissors im Vergleich ein melodisch klingendes, von den 1980er Jahren inspiriertes Popalbum mit warmen, sphärischen Synthie-Einschlägen. Auch die auf Bitchcraft noch großflächig eingesetzten Dubstep-Elemente sind auf Scissors nahezu zur Gänze abwesend; die einzige Ausnahme bildet die auf der Deluxe Edition enthaltene Single Bullseye, deren Refrain ein Bass Drop darstellt. Anders als zuvor ist der Gesangsstil der beiden Leadsänger tendenziell klarer. Sowohl Rap- als auch Screamoeinlagen, die auf früheren Werken der Band massig vorzufinden waren, fehlen komplett; auch Autotune findet auf dem Album keinen großflächigen Einsatz, dafür sind die Stimmen nahezu durchgängig mit Hall versehen. Das Eröffnungslied des Albums, Ringleader, hebt sich durch auffällige Merkmale der Zirkusmusik und einen schnellen 12/8-Takt vom Rest der Titel ab; auf dem Finale der Standard Edition, Let Us All Unite, wird nur zur Musik gesprochen.

## Covergestaltung
Das Cover ist vorwiegend in rosa- und türkisfarbenen Pastelltönen gehalten und zeigt Jayy von Monroe und Dahvie Vanity voneinander abgewandt vor einem Felsen stehen, im Hintergrund ist das Meer zu sehen. Sie tragen schwarze Pullover mit der Aufschrift „Enjoy Death“ und einigen japanischen Lettern. Dahvie Vanitys Hals ziert eine Halskette mit einem Pentagramm, jener von Jayy von Monroe ist mit einem Schlüssel geschmückt. Im oberen Drittel des Bildschirms sind die Initialen der Band, BOTDF, in weißen schattierten Buchstaben zu sehen, in der Mitte befindet sich eine stilisierte blutige Schere, am unteren Rand der Albumtitel in weiß (bei der Deluxe Edition mit entsprechendem Zusatz). Ein türkiser Rahmen umrandet das Bild.

## Titelliste
| Nr. | Titel                                 | Autor(en)                      | Länge |
| --- | ------------------------------------- | ------------------------------ | ----- |
| 1.  | Ringleader                            | Jayy von Monroe, Dahvie Vanity | 4:19  |
| 2.  | Scissors                              | Jayy von Monroe, Dahvie Vanity | 3:49  |
| 3.  | The Age of the Young and the Hopeless | Jayy von Monroe, Dahvie Vanity | 5:10  |
| 4.  | I Am Not In Love Anymore              | Jayy von Monroe, Dahvie Vanity | 3:43  |
| 5.  | Sorry Not Sorry                       | Jayy von Monroe, Dahvie Vanity | 4:19  |
| 6.  | Safe Word                             | Jayy von Monroe, Dahvie Vanity | 4:15  |
| 7.  | No Regrets                            | Jayy von Monroe, Dahvie Vanity | 3:27  |
| 8.  | Mess Like Me                          | Jayy von Monroe, Dahvie Vanity | 3:09  |
| 9.  | Let Us All Unite                      | Jayy von Monroe, Dahvie Vanity | 3:31  |
| 10. | When You Come Around (Bonustrack)     | Jayy von Monroe, Dahvie Vanity | 3:56  |
| 11. | Promises (Bonustrack)                 | Jayy von Monroe, Dahvie Vanity | 3:50  |
| 12. | Bullseye (Bonustrack)                 | Jayy von Monroe, Dahvie Vanity | 2:43  |

## Erfolg
Anders als die Vorgängeralben konnte sich Scissors weder in den US-amerikanischen Billboard 200-Charts noch in den US Dance-Charts positionieren und war somit ein kommerzieller Misserfolg.